# Vasiliy Ivanchuk
Vasyl Mykhaylovych Ivanchuk (ukrainsk: Василь Михайлович Іванчук; født 18. marts 1969) også translittereret til Vassily Ivanchuk, er en ukrainsk skakspiller. Han fik titlen skakstormester af FIDE i 1988. Han har været en af verdens dygtigste skakspillere siden 1988, Ivanchuk og har været rangeret som verdens næststærkeste skakspiller på FIDE's verdensrangliste tre gange (juli 1991, juli 1992 og oktober 2007).
Ivanchuk har vundet Linares, Wijk aan Zee, Tal Memorial, Gibraltar Masters og M-Tel Masters titler. Han har også vundet Verdensmesterskabet i lynskak i 2007 og verdensmesterskabet i hurtigskak i 2016.
I 2011 blev han tildelt Fyrst Jaroslav den Vises orden fra ukraines præsident.